# Lucie Lovén
Lucie Rudolph-Lovén, född  22 juni 1878 i Drammen, Norge, död 1969, var en norsk-svensk målare.
Hon var från 1903 gift med majoren Carl Johan Axel Lovén och mor till Gösta Lovén. Hon studerade konst för Harriet Backer och Christian Skredsvik i Norge samt under en vistelse i Florens. Separat ställde hon ut på Rålambshof konstsalong i Stockholm 1942 och hon medverkade i samlingsutställningar med Föreningen Svenska Konstnärinnor. Hennes konst består av blomsterstilleben, porträtt, interiörer och landskap från Småland och Norge.